# Phare de Fécamp
L'ancien phare de Fécamp se situe à l'extrémité de la jetée nord, dite pointe Fagnet, de l'entrée du port de Fécamp, à 40 km environ au nord du Havre en Seine-Maritime, sur le littoral du pays de Caux. Il a été éteint le 15 août 1901.

## Historique

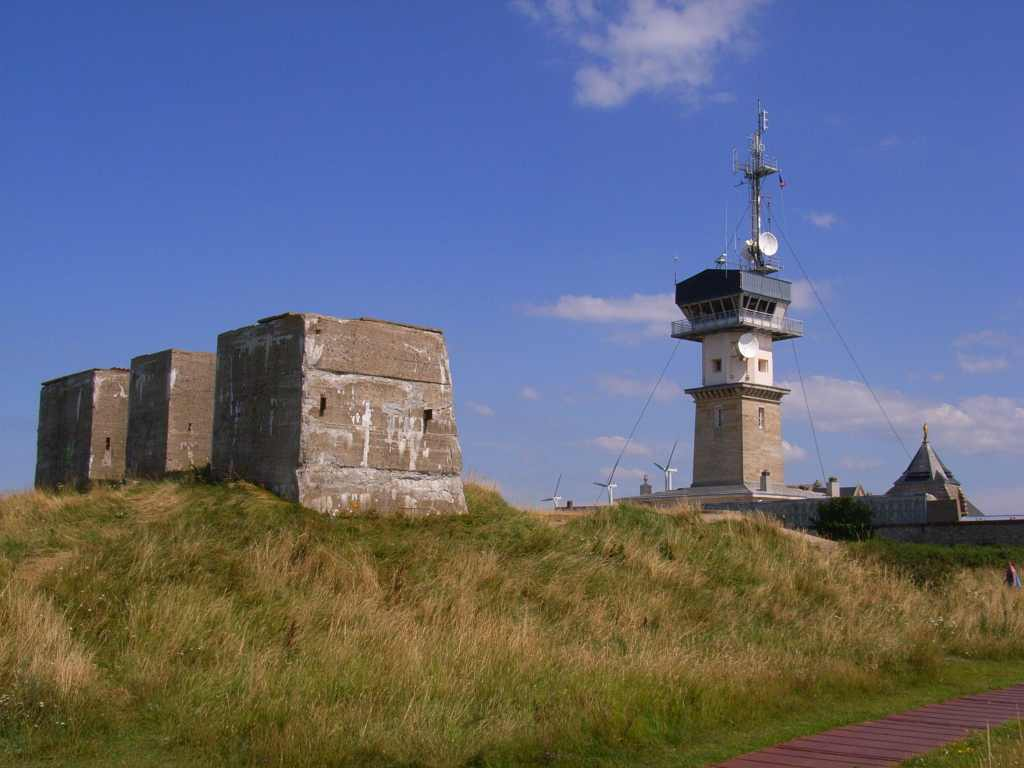
Sémaphore de Fécamp

Un premier feu fixe blanc, de premier ordre, a été allumé sur cet édifice. 
En application de la loi relative à l'éclairage électrique des côtes de France, le ministère des Travaux publics décide, le 1er mars 1882, que le phare de Fécamp figurera parmi les premiers établissements à bénéficier de cette décision. Le projet présenté en 1883 prévoit « la construction d'un bâtiment destiné à recevoir les machines, de deux logements pour les gardiens-chauffeurs et d'une citerne placée au-dessous d'une aire dallée en asphalte qui recueillerait les eaux de pluie nécessaires à l'alimentation des moteurs à vapeur. » Bien que le ministère de la Marine s'inquiète des nouvelles constructions projetées, qui pourraient occulter le sémaphore de Fécamp situé à proximité du phare, les travaux sont entrepris après avoir passé adjudication avec M. Chrétien, entrepreneur à Fécamp. La construction est achevée en 1885.

## Phares actuels

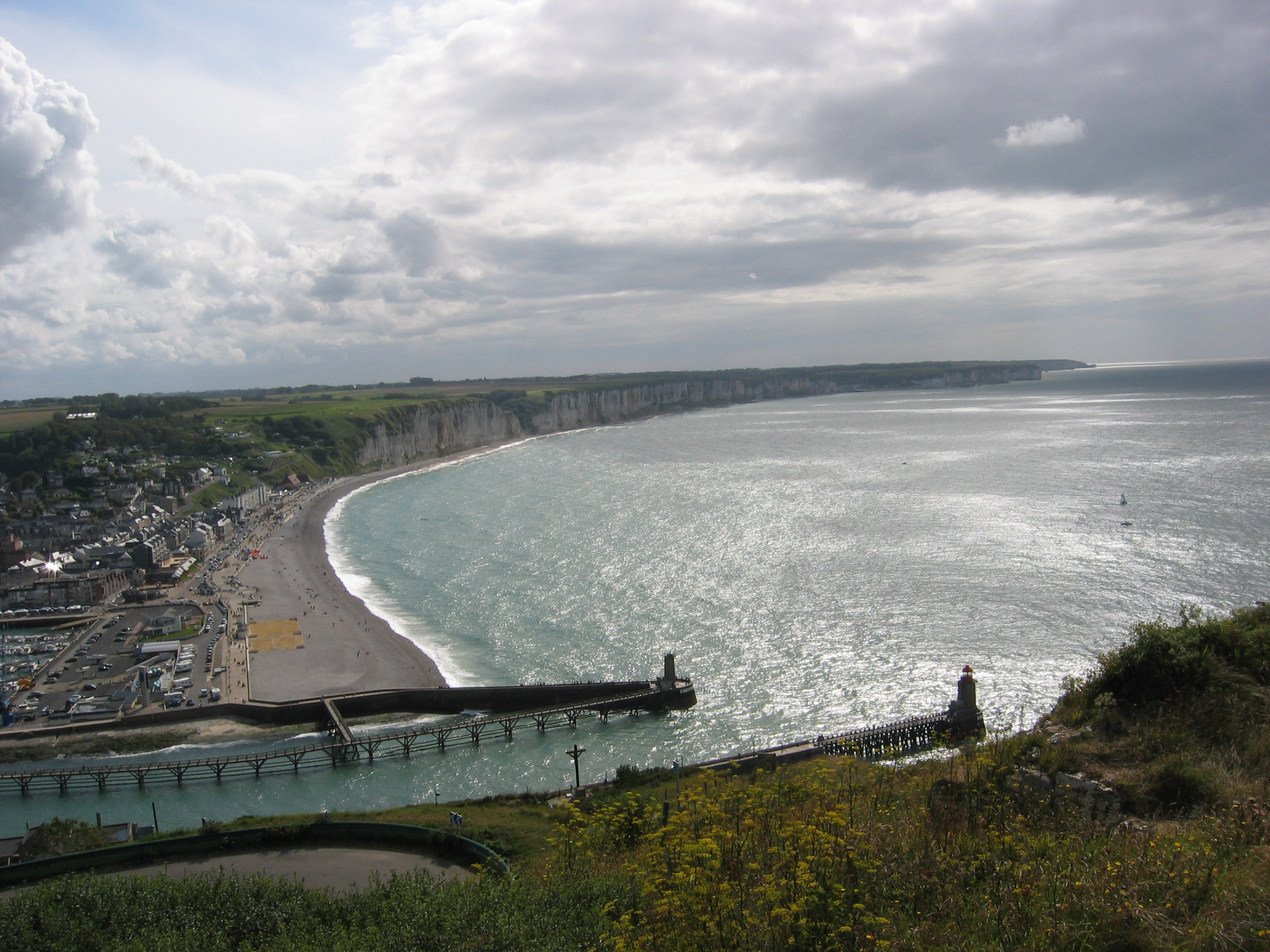
Entrée du port de Fécamp

En 1952, deux nouveaux phares sont mis en service au bout des deux digues. 
Sur la digue sud est érigée une tourelle semi-elliptique de 10 m de haut, avec une galerie et une lanterne verte. Ce phare émet un flash rapide vert. 
Identifiant :  ARLHS : FRA-163 - Amirauté : A1246 - NGA : 8756 .
Sur la nouvelle nord est érigée une tourelle semielliptique  de 14 m de haut, avec une galerie et une lanterne rouge. Ce phare émet deux flashs blancs toutes les 10 secondes.
Identifiant :  ARLHS : FRA-162 - Amirauté : A1244 - NGA : 8752 .